# Eremoryzomys polius
Eremoryzomys polius är en däggdjursart som beskrevs av Wilfred Hudson Osgood 1913. Eremoryzomys polius är ensam i släktet Eremoryzomys som ingår i familjen hamsterartade gnagare. Inga underarter finns listade i Catalogue of Life.
Arten listades tidigare i släktet risråttor.
Denna gnagare förekommer i Anderna i norra Peru. Utbredningsområdet ligger 1500 till 2000 meter över havet. Arten lever i torra skogar och den kan uthärda viss skogsbruk. Eremoryzomys polius undviker jordbruksområden.